# 굿 닥터 (영화)
《굿 닥터》(영어: The Good Doctor)는 2011년 개봉한 미국의 스릴러 영화이다. 랜스 데일리가 연출하고, 올랜도 블룸이 제목에 나온 의사 역으로 출연하였다.

## 줄거리
영국 의대생 마틴 블레이크는 미국 남부 캘리포니아 병원에서 레지던트 생활을 시작한다. 마틴은 겉으로는 매력적으로 보이지만 사실 타인에 대한 지배욕에 사로잡힌 자기 도취자이다. 이러한 성격 때문에 마틴은 간호사들과 관계가 원만하지 못하고, 이들이 자신을 존중하지 않는다고 생각하며 불만을 느낀다.
마틴이 환자들에게 좋은 인상을 주지 못하고 상사들 눈 밖에 나기 시작할 즈음 18세 소녀 다이앤 닉슨이 신우신염으로 입원한다. 마틴은 다이앤을 치료하면서 그녀의 가족에게 영웅 대접을 받게 되고, 높아진 자존감에 도취된다. 다이앤의 건강이 호전되기 시작하자 마틴은 그녀의 약을 조작하고 치료를 고의로 망치면서 그녀를 낫게 하기 위해 최선을 다하는 척 행동한다. 도를 더해가던 결국 마틴은 다이앤이 위독해진 상태에서 밤새 그녀를 지켜보다 잠이 들어 그녀를 죽음에 이르게 한다.
병원 잡역부 지미는 다이앤이 마틴에 대한 성적 환상을 기록한 일기장을 발견한다. 지미는 의사인 마틴이 환자와 부적절한 관계를 가졌다는 암시만으로도 마틴의 경력에 심각한 타격을 줄 수 있다는 것을 깨닫고, 이 일기장을 이용해 마틴을 협박하여 마약류를 빼돌린다. 지미가 일기장을 절대 넘기지 않겠다고 하자 마틴은 약에 사이안화 칼륨을 넣어 지미를 살해한 후 그의 사물함을 부수고 일기장을 훔친다.
지미의 죽음에 대한 수사가 진행되는 동안 형사가 마틴의 집을 방문하여 그를 심문한다. 마틴은 심문 중에 당황하여 화장실 안에 틀어박혀 일기장을 변기에 내려 버리려 시도한다. 변기가 막히자 마틴은 창문을 통해 탈출하여 바다로 향하고 자살을 생각한다. 그러나 결국 그는 아파트로 몰래 돌아와 일기장을 쓰레기통에 버린다. 마틴이 지미의 죽음에 연루됐음을 입증할 증거를 확보하지 못한 형사는 떠난다.
시간이 흐른 후 마틴이 병원에 복귀하여 어린 환자에게 "저는 계속해서 나아지고 있어요"라고 말하며 영화가 끝난다.

## 출연진
- 올랜도 블룸 - 마틴 E. 블레이크 의사 역
- 라일리 키오 - 다이앤 닉슨 역
- 터라지 P. 헨슨 - 테리사 간호사 역
- 롭 모로 - 웨일런스 의사 역
- 마이클 페냐 - 지미 역
- 트로이 개리티 - 댄 역
- 몰리 프라이스 - 닉슨 부인 역
- 웨이드 윌리엄스 - 닉슨 씨 역
- 서렐 캐러딘 - 밸러리 닉슨 역
- 에번 피터스 - 도니 닉슨 역
- 데이비드 클레넌 - 하비슨 의사 역
- J.K. 시먼스 - 크라우스 형사 역